# Ili
Châu tự trị dân tộc Kazakh Ili (giản thể: 伊犁哈萨克自治州; phồn thể: 伊犁哈薩克自治州; bính âm: Yīlí Hāsàkè zìzhìzhōu, Hán Việt:Y Lê Cát Táp Khắc Tự trị châu, Kazakh: ىله قازاق اۆتونومىيالى وبلىسى, Іле Қазақ аутономиялық облысы, İle Qazaq awtonomïyalıq oblısı, Uyghur: ئىلى قازاق ئاپتونوم ۋىلايىتى, Ili Qazaq aptonom wilayiti, Ili Ķazaķ aptonom vilayiti), là một đơn vị hành chính tại Tân Cương, và là châu tự trị duy nhất của người Kazakh tại Cộng hòa Nhân dân Trung Hoa.
Châu tự trị dân tộc Kazakh Ili nằm ở phía tây của Mông Cổ, phía nam của Nga và phía đông của Kazakhstan. Biên giới với nước ngoài của châu dài khoảng 2.000 km. Châu nằm trên thượng nguồn của Sông Ili và Irtysh (sông sa mạc) cũng chảy qua địa bàn.

## Hành chính
Châu tự trị dân tộc Kazakh Ili là một châu tự trị cấp phó tỉnh và bao gồm hai địa khu là Tháp Thành (Qoqek, 塔城地区) và Altay (阿勒泰地区), cả hai đều nằm ở phía đông bắc của thủ phủ. 
- Các đơn vị hành chính của địa khu Tháp Thành

|   |                                       |                      |                               |                                          |                                   |                                    |                                     |               |                 |               |
| # | Tên                                   | Hán tự               | Bính âm                       | Hán Việt                                 | Tiếng Uyghur] (kona yezik̡)        | Uyghur Latinh (yengi yezik̡)        | Tiếng Kazakh (chữ Ả Rập)            | Dân số (2003) | Diện tích (km²) | Mật độ (/km²) |
| 1 | Thành phố cấp huyện Tháp Thành        | 塔城市               | Tǎchéng Shì                   | Tháp Thành thị                           | چۆچەك شەھىرى                      | Chöchek Shehiri                    | شاۋەشەك قالاسى                      | 160.000       | 4.007           | 40            |
| 2 | Thành phố cấp huyện Ô Tô              | 乌苏市               | Wūsū Shì                      | Ô Tô thị                                 | ۋۇسۇ شەھىرى                       | Shehiri                            | وسۋ قالاسى                          | 210.000       | 14.394          | 15            |
| 4 | Sa Loan                               | 沙湾市               | Shāwān Shì                    | Sa Loan thị                              | ساۋەن ناھىيىسى                    | Saven Nahiyisi                     | ساۋان اۋدانى                        | 200.000       | 12.460          | 16            |
| 3 | Ngạch Mẫn                             | 额敏县               | Émǐn Xiàn                     | Ngạc Mẫn huyện                           | دۆربىلجىن ناھىيىسى                | Dörbiljin Nahiyisi                 | ءدوربىلجىن اۋدانى                   | 200.000       | 9.147           | 22            |
| 5 | Thác Lý                               | 托里县               | Tuōlǐ Xiàn                    | Thác Lý huyện                            | تولى ناھىيىسى                     | Toli Nahiyisi                      | تولى اۋدانى                         | 90.000        | 19.992          | 5             |
| 6 | Dụ Dân                                | 裕民县               | Yùmín Xiàn                    | Dụ Dân huyện                             | چاغانتوقاي ناھىيىسى               | Chaghantoqay Nahiyisi              | شاعانتوعاي اۋدانى                   | 50.000        | 6.107           | 8             |
| 7 | Huyện tự trị dân tộc Mông Cổ Hoboksar | 和布克赛尔蒙古自治县 | Hébùkèsài'ěr Měnggǔ Zìzhìxiàn | Hòa Bố Khắc Tái Nhĩ Mông Cổ tự trị huyện | ئاپتونوم ناھىيىسى قوبۇقسار موڭغۇل | Qobuqsar Mongghul Aptonom Nahiyisi | قوبىقسارى موڭعۇل اۆتونوميالى اۋدانى | 50.000        | 28.784          | 2             |

- Địa khu Altay:

|   |                           |          |               |                   |                           |                             |               |                 |               |
| # | Tên                       | Hán tự   | Bính âm       | Hán Việt          | Tiếng Uyghur (kona yezik̡) | Uyghur Latinh (yengi yezik̡) | Dân số (2003) | Diện tích (km²) | Mật độ (/km²) |
| 1 | Thành phố cấp huyện Altay | 阿勒泰市 | Ālètài Shì    | A Lặc Thái thị    | ئالتاي شەھىرى             | Altay Shehiri               | 230.000       | 10.852          | 21            |
| 2 | Burqin                    | 布尔津县 | Bù'ěrjīn Xiàn | Bố Nhĩ Tân huyện  | بۇرچىن ناھىيىسى           | Burchin Nahiyisi            | 70.000        | 10.369          | 7             |
| 3 | Phú Uẩn                   | 富蕴县   | Fùyùn Xiàn    | Phú Uẩn huyện     | كوكتوقاي ناھىيىسى         | Koktokay Nahiyisi           | 90.000        | 32.327          | 3             |
| 4 | Phú Hải                   | 福海县   | Fúhǎi Xiàn    | Phú Hải huyện     | بۇرۇلتوقاي ناھىيىسى       | Burultoqay Nahiyisi         | 70.000        | 33.319          | 2             |
| 5 | Cáp Ba Hà                 | 哈巴河县 | Hābāhé Xiàn   | Cáp Ba Hà huyện   | قابا ناھىيىسى             | Qaba Nahiyisi               | 80.000        | 8.186           | 10            |
| 6 | Qinggil                   | 青河县   | Qīnghé Xiàn   | Thanh Hà huyện    | چىڭگىل ناھىيىسى           | Chinggil Nahiyisi           | 60,000        | 15,790          | 4             |
| 7 | Jeminay                   | 吉木乃县 | Jímùnǎi Xiàn  | Cát Mộc Nãi huyện | جېمىنەي ناھىيىسى          | Jéminey Nahiyisi            | 40.000        | 7.145           | 6             |

Ngoài ra, Ili còn có 2 huyện cấp thị (thành phố cấp huyện), 7 huyện và một huyện tự trị trực thuộc châu tự trị:
|    |                                     |                    |                            |                                     |                             |                                 |                           |                |              |
| #  | Tên                                 | Chữ Hán            | Bính âm                    | Hán Việt                            | Uyghur (kona yezik̡)         | Uyghur Latin (yengi yezik̡)      | Dân số (ước tính năm2003) | Diện tích(km²) | Mật độ(/km²) |
| 1  | Thành phố cấp huyện Y Ninh          | 伊宁市             | Yīníng Shì                 | Y Ninh thị                          | غۇلجا شەھىرى                | Ghulja Shehiri                  | 430.000                   | 629            | 684          |
| 2  | Khuê Đồn                            | 奎屯市             | Kuítún Shì                 | Khuê Đồn thị                        | كۈيتۇن شەھىرى               | Küytun Shehiri                  | 300.000                   | 1.171          | 256          |
| 3  | huyện Y Ninh                        | 伊宁县             | Yīníng Xiàn                | Y Ninh huyện                        | غۇلجا ناھىيىسى              | Ghulja Nahiyisi                 | 360.000                   | 4.486          | 80           |
| 4  | Hoắc Thành                          | 霍城县             | Huòchéng Xiàn              | Hoắc Thành huyện                    | قورغاس ناھىيىسى             | Qorghas Nahiyisi                | 360.000                   | 5.466          | 66           |
| 5  | Củng Lưu                            | 巩留县             | Gǒngliú Xiàn               | Củng Lưu huyện                      | توققۇزتارا ناھىيىسى         | Toqquztara Nahiyisi             | 160.000                   | 4.124          | 39           |
| 6  | Tân Nguyên                          | 新源县             | Xīnyuán Xiàn               | Tân Nguyên huyện                    | كۈنەس ناھىيىسى              | Künes Nahiyisi                  | 300.000                   | 7.583          | 40           |
| 7  | Chiêu Tô                            | 昭苏县             | Zhāosū Xiàn                | Chiêu Tô huyện                      | موڭغۇلكۈرە ناھىيىسى         | Mongghulküre Nahiyisi           | 160.000                   | 10.465         | 15           |
| 8  | Tekes                               | 特克斯县           | Tèkèsī Xiàn                | Đặc Khắc Tư huyện                   | تېكەس ناھىيىسى              | Tékes Nahiyisi                  | 160.000                   | 8.080          | 20           |
| 9  | Nilka                               | 尼勒克县           | Nílèkè Xiàn                | Ni Lặc Khắc huyện                   | نىلقا ناھىيسى               | Nilqa Nahiyisi                  | 160.000                   | 10.130         | 16           |
| 10 | Huyện tự trị dân tộc Tích Bá Qapqal | 察布查尔锡伯自治县 | Chábùchá'ěr Xībó Zìzhìxiàn | Sát Bố Tra Nhĩ Tích Bá Tự trị huyện | ئاپتونوم يېزىسى چاپچال شىبە | Chapchal Shibe Aptonom Nahiyisi | 170.000                   | 4.489          | 38           |

## Nhân khẩu
- Hán: 45,2%
- Kazakhs: 25,4%
- Uyghur: 15,9%
- Hồi: 8,3%
- Mông Cổ: 1,69%
- Tích Bá: 0,83%